# Coupe du monde de combiné nordique 2013-2014
Navigation
2012 — 2013 2014 — 2015
| \| Kuusamo Lillehammer Ramsau am Dachstein Schonach Tchaïkovski Chaux-Neuve Seefeld in Tirol Oberstdorf Lahti Trondheim Oslo Falun \| Les sites des compétitions |
| Kuusamo Lillehammer Ramsau am Dachstein Schonach Tchaïkovski Chaux-Neuve Seefeld in Tirol Oberstdorf Lahti Trondheim Oslo Falun                                  |

La Coupe du monde de combiné nordique 2013 — 2014 est la 31e édition de la coupe du monde de combiné nordique, compétition de combiné nordique organisée annuellement. Elle s'est déroulée du 30 novembre 2013 au 15 mars 2014, en 22 épreuves au lieu de 23 : la dernière, prévue pour le 16 mars, a été annulée pour cause de fort vent.

Cette coupe du monde a débuté en Finlande dans la station de Kuusamo et a fait étape au cours de la saison 
en Norvège (Lillehammer, Trondheim et Oslo),
en Autriche (Ramsau am Dachstein et Seefeld),
en Allemagne (Schonach et Oberstdorf), 
en Russie (Tchaïkovski),
en France (Chaux-Neuve),
de nouveau en Finlande (Lahti),
pour s'achever en Suède, à Falun.

Cette compétition a marqué une pause au mois de février, période à laquelle se sont déroulés à Sotchi, en Russie, les Jeux olympiques d'hiver.
Cette Coupe du monde a été remportée, pour la deuxième année consécutive, par l'allemand Eric Frenzel.

## Classement général

### Points attribués à chaque compétition
| Place | Points | Place | Points | Place | Points |
| ----- | ------ | ----- | ------ | ----- | ------ |
| 1er   | 100    | 11e   | 24     | 21e   | 10     |
| 2e    | 80     | 12e   | 22     | 22e   | 9      |
| 3e    | 60     | 13e   | 20     | 23e   | 8      |
| 4e    | 50     | 14e   | 18     | 24e   | 7      |
| 5e    | 45     | 15e   | 16     | 25e   | 6      |
| 6e    | 40     | 16e   | 15     | 26e   | 5      |
| 7e    | 36     | 17e   | 14     | 27e   | 4      |
| 8e    | 32     | 18e   | 13     | 28e   | 3      |
| 9e    | 29     | 19e   | 12     | 29e   | 2      |
| 10e   | 26     | 20e   | 11     | 30e   | 1      |

### Palmarès

#### Classement Individuel
| Rang | Athlète             | Points |
| ---- | ------------------- | ------ |
| 1.   | Eric Frenzel        | 1031   |
| 2.   | Johannes Rydzek     | 779    |
| 3.   | Akito Watabe        | 730    |
| 4.   | Magnus Moan         | 571    |
| 5.   | Håvard Klemetsen    | 530    |
| 6.   | Jason Lamy-Chappuis | 526    |
| 7.   | Jørgen Graabak      | 509    |
| 8.   | Mikko Kokslien      | 454    |
| 9.   | Wilhelm Denifl      | 380    |
| 10.  | Magnus Krog         | 368    |

| Rang | Athlète           | Points |
| ---- | ----------------- | ------ |
| 11.  | Christoph Bieler  | 349    |
| 12.  | Björn Kircheisen  | 340    |
| 13.  | Lukas Klapfer     | 327    |
| 14.  | Jan Schmid        | 324    |
| 15.  | Tino Edelmann     | 304    |
| 16.  | Bernhard Gruber   | 292    |
| 17.  | Alessandro Pittin | 285    |
| 18.  | Bryan Fletcher    | 255    |
| 18.  | Fabian Riessle    | 255    |
| 20.  | François Braud    | 252    |

| Rang | Athlète         | Points |
| ---- | --------------- | ------ |
| 21.  | Tim Hug         | 248    |
| 22.  | Ilkka Herola    | 228    |
| 23.  | Miroslav Dvorak | 212    |
| 24.  | Mario Stecher   | 196    |
| 25.  | Bill Demong     | 167    |
| 26.  | Manuel Faißt    | 149    |
| 27.  | Marjan Jelenko  | 130    |
| 27.  | Taylor Fletcher | 130    |
| 29.  | Hideaki Nagai   | 126    |
| 30.  | Thomas Kjelbotn | 115    |

Classement en date du 16 mars 2014

#### Coupe des nations
| Rang | Pays       | Points |
| ---- | ---------- | ------ |
| 1.   | Allemagne  | 4123   |
| 2.   | Norvège    | 4025   |
| 3.   | Autriche   | 2707   |
| 4.   | France     | 1905   |
| 5.   | Japon      | 1628   |
| 6.   | États-Unis | 916    |
| 7.   | Italie     | 825    |
| 8.   | Finlande   | 670    |
| 9.   | Slovénie   | 564    |
| 10.  | Tchéquie   | 471    |
| 11.  | Suisse     | 278    |
| 12.  | Estonie    | 216    |
| 13.  | Russie     | 207    |
| 14.  | Pologne    | 53     |
| 15.  | Ukraine    | 18     |

Classement en date du 16 mars 2014

## Calendrier
| Date                                                           | Épreuve                             | Vainqueur                                                                  | Deuxième                                                                           | Troisième                                                                      | Leader de la coupe du monde |
| 1 - 2. Kuusamo                                                 |                                     |                                                                            |                                                                                    |                                                                                |                             |
| 30 novembre 2013                                               | Gundersen – HS142 / 10 km           | Eric Frenzel                                                               | Jørgen Graabak                                                                     | Magnus Krog                                                                    | Eric Frenzel                |
| 1er décembre 2013                                              | Équipe – HS142 / 4 x 5 km           | Norvège- Håvard Klemetsen - Magnus Krog - Mikko Kokslien - Jørgen Graabak  | Allemagne- Bjoern Kircheisen - Manuel Faisst - Johannes Rydzek - Eric Frenzel      | Japon- Taihei Kato - Yoshito Watabe - Hideaki Nagai - Akito Watabe             | Eric Frenzel                |
| 3 - 4. Lillehammer                                             |                                     |                                                                            |                                                                                    |                                                                                |                             |
| 7 décembre 2013                                                | Gundersen – HS100 / 10 km           | Jason Lamy-Chappuis                                                        | Akito Watabe                                                                       | Mikko Kokslien                                                                 | Jason Lamy-Chappuis         |
| 8 décembre 2013                                                | Gundersen – HS138 / 10 km           | Eric Frenzel                                                               | Magnus Krog                                                                        | Akito Watabe                                                                   | Eric Frenzel                |
| 5 - 6. Ramsau am Dachstein                                     |                                     |                                                                            |                                                                                    |                                                                                |                             |
| 14 décembre 2013                                               | Sprint Équipes – HS98 / 2 x 7,5 km  | Norvège I- Mikko Kokslien - Jørgen Graabak                                 | Norvège II- Håvard Klemetsen - Magnus Krog                                         | Italie- Samuel Costa - Alessandro Pittin                                       | Eric Frenzel                |
| 15 décembre 2013                                               | Gundersen – HS98 / 10 km            | Eric Frenzel                                                               | Håvard Klemetsen                                                                   | Mikko Kokslien                                                                 | Eric Frenzel                |
| 7 - 8. Schonach (Coupe de la Forêt-noire)                      |                                     |                                                                            |                                                                                    |                                                                                |                             |
| 21 décembre 2013                                               | Gundersen – HS106 / 10 km           | Magnus Moan                                                                | Håvard Klemetsen                                                                   | Akito Watabe                                                                   | Eric Frenzel                |
| 22 décembre 2013                                               | Gundersen – HS106 / 10 km           | Jason Lamy-Chappuis                                                        | Johannes Rydzek                                                                    | Akito Watabe                                                                   | Eric Frenzel                |
| 9 - 10. Tchaïkovski                                            |                                     |                                                                            |                                                                                    |                                                                                |                             |
| 4 janvier 2014                                                 | Gundersen – HS106 / 10 km           | Tim Hug                                                                    | Björn Kircheisen                                                                   | Miroslav Dvořák                                                                | Eric Frenzel                |
| 5 janvier 2014                                                 | Gundersen – HS140 / 10 km           | Wilhelm Denifl                                                             | Björn Kircheisen                                                                   | Miroslav Dvořák                                                                | Eric Frenzel                |
| 11 - 12. Chaux-Neuve                                           |                                     |                                                                            |                                                                                    |                                                                                |                             |
| 11 janvier 2014                                                | Gundersen – HS117 / 10 km           | Mikko Kokslien                                                             | Magnus Krog                                                                        | Jørgen Graabak                                                                 | Eric Frenzel                |
| 12 janvier 2014                                                | Sprint Équipes – HS117 / 2 x 7,5 km | Allemagne II- Tino Edelmann - Fabian Riessle                               | Norvège II- Mikko Kokslien - Jørgen Graabak                                        | Allemagne I- Johannes Rydzek - Eric Frenzel                                    | Eric Frenzel                |
|                                                                |                                     |                                                                            |                                                                                    |                                                                                |                             |
| 13 - 15. Seefeld                                               |                                     |                                                                            |                                                                                    |                                                                                |                             |
| Les Trois Jours du combiné nordique                            |                                     |                                                                            |                                                                                    |                                                                                |                             |
| 17 janvier 2014                                                | Gundersen – HS109 / 5 km            | Eric Frenzel                                                               | Magnus Moan                                                                        | Tino Edelmann                                                                  | Eric Frenzel                |
| 18 janvier 2014                                                | Gundersen – HS109 / 10 km           | Eric Frenzel                                                               | Johannes Rydzek                                                                    | Magnus Moan                                                                    | Eric Frenzel                |
| 19 janvier 2014                                                | Gundersen – HS109 / 15 km           | Eric Frenzel                                                               | Håvard Klemetsen                                                                   | Magnus Moan                                                                    | Eric Frenzel                |
| Vainqueur du classement général des trois jours : Eric Frenzel |                                     |                                                                            |                                                                                    |                                                                                |                             |
|                                                                |                                     |                                                                            |                                                                                    |                                                                                |                             |
| 16 - 17. Oberstdorf                                            |                                     |                                                                            |                                                                                    |                                                                                |                             |
| 25 janvier 2014                                                | Équipe – HS137 / 4 x 5 km           | Allemagne- Tino Edelmann - Johannes Rydzek - Fabian Riessle - Eric Frenzel | France- Maxime Laheurte - François Braud - Sébastien Lacroix - Jason Lamy-Chappuis | Autriche- Wilhelm Denifl - Marco Pichlmayer - Christoph Bieler - Mario Stecher | Eric Frenzel                |
| 26 janvier 2014                                                | Gundersen – HS137 / 10 km           | Eric Frenzel                                                               | Jan Schmid                                                                         | Akito Watabe                                                                   | Eric Frenzel                |
|                                                                |                                     |                                                                            |                                                                                    |                                                                                |                             |
| Sotchi Jeux olympiques d'hiver (7 au 23 février 2014)          |                                     |                                                                            |                                                                                    |                                                                                |                             |
|                                                                |                                     |                                                                            |                                                                                    |                                                                                |                             |
| 18 - 19. Lahti                                                 |                                     |                                                                            |                                                                                    |                                                                                |                             |
| 28 février 2014                                                | Gundersen – HS130 / 10 km           | Johannes Rydzek                                                            | Akito Watabe                                                                       | Eric Frenzel                                                                   | Eric Frenzel                |
| 1er mars 2014                                                  | Sprint Équipes – HS130 / 2 x 7,5 km | Norvège I- Håvard Klemetsen - Jørgen Graabak                               | Allemagne I- Eric Frenzel - Johannes Rydzek                                        | France I- François Braud - Sébastien Lacroix                                   | Eric Frenzel                |
| 20. Trondheim                                                  |                                     |                                                                            |                                                                                    |                                                                                |                             |
| 6 mars 2014                                                    | Gundersen – HS140 / 10 km           | Johannes Rydzek                                                            | Jørgen Graabak                                                                     | Magnus Moan                                                                    | Eric Frenzel                |
| 21. Oslo                                                       |                                     |                                                                            |                                                                                    |                                                                                |                             |
| 8 mars 2014                                                    | Gundersen – HS134 / 10 km           | Johannes Rydzek                                                            | Magnus Moan                                                                        | François Braud                                                                 | Eric Frenzel                |
| 22 - 23. Falun                                                 |                                     |                                                                            |                                                                                    |                                                                                |                             |
| 15 mars 2014                                                   | Gundersen – HS100 / 10 km           | Akito Watabe                                                               | Jørgen Graabak                                                                     | Alessandro Pittin                                                              | Eric Frenzel                |
| 16 mars 2014                                                   | Équipes – HS100 / 4 x 5 km          | Épreuve annulée                                                            | Épreuve annulée                                                                    | Épreuve annulée                                                                | Eric Frenzel                |